# Nechí (ort)
Nechí är en ort i Colombia.   Den ligger i departementet Antioquía, i den norra delen av landet, 400 km norr om huvudstaden Bogotá. Nechí ligger 31 meter över havet och antalet invånare är 6 693.
Terrängen runt Nechí är huvudsakligen platt, men åt nordost är den kuperad. Runt Nechí är det ganska glesbefolkat, med 25 invånare per kvadratkilometer. Det finns inga andra samhällen i närheten. Trakten runt Nechí består huvudsakligen av våtmarker.